# Hervé Guibert
Pour les articles homonymes, voir Guibert.
Hervé Guibert, né le 14 décembre 1955 à Saint-Cloud et mort le 27 décembre 1991 à Clamart, est un écrivain et journaliste français. Il écrit des nouvelles et romans dont certains font partie du genre littéraire appelé autofiction. Pratiquant assidûment la photographie, il est également reconnu pour ses textes sur ce medium.

## Biographie
Hervé Guibert naît dans une famille parisienne de la classe moyenne. Son père est vétérinaire d’État et inspecteur des services vétérinaires. Il a une sœur, Dominique, qui est son aînée de cinq ans. Ses grand-tantes, Suzanne et Louise, marquent son univers familial et son enfance.
Après une éducation scolaire dans le 14e arrondissement de Paris, il poursuit des études secondaires à La Rochelle, où il fait partie d’une troupe de théâtre : « la Comédie de La Rochelle et du Centre-Ouest ».
Revenu à Paris en 1973, il échoue au concours d'entrée de l'IDHEC à 18 ans.

### Vie amoureuse
Trois hommes occupent une place importante dans sa vie sentimentale et son œuvre :
- Thierry Jouno, directeur du centre socioculturel des sourds à Vincennes, rencontré en 1976 et qui sera l'homme de sa vie ;
- Michel Foucault, connu en 1977 après la parution de son premier livre La Mort propagande et dont il décrit l'agonie dans À l'ami qui ne m'a pas sauvé la vie ;
- Vincent M., un adolescent de dix-sept ans rencontré en 1982, qui lui inspire son roman Fou de Vincent.

Il entretient également une relation épistolaire avec Roland Barthes, qui s'interrompt quand ce dernier réclame des relations intimes en échange d'un texte.
Proche du photographe Hans Georg Berger (en) depuis 1978, il séjourne à plusieurs reprises dans sa résidence de Santa Caterina, sur l’île d'Elbe, où il écrit plusieurs de ses livres et se laisse photographier.
Un séjour à la Villa Médicis de 1987 à 1989, en même temps qu'Eugène Savitzkaya et Mathieu Lindon, inspire son roman L'Incognito. Mathieu Lindon racontera à son tour ces années romaines dans son livre Hervelino, paru en 2021.

### Le sida
En janvier 1988, il apprend qu’il est atteint du sida. Il est très proche de Thierry Jouno – atteint du sida également, et qui mourra peu après lui le 14 juillet 1992 –, de ses deux enfants et de sa compagne Christine. Il épouse cette dernière le 15 juin 1989. C'est un mariage  d'amour et de raison,.
En 1990, il révèle sa séropositivité dans À l'ami qui ne m'a pas sauvé la vie. Ce roman autobiographique le fait connaître d'un large public. Il inaugure une trilogie comprenant  Protocole compassionnel et L'Homme au chapeau rouge.
Cette même année, il est l'invité de Bernard Pivot dans l'émission littéraire Apostrophes. Dans son dernier ouvrage  Cytomégalovirus, il décrit quotidiennement l'avancée de la maladie qui le mine.
Il réalise un travail artistique sur le sida, qui le prive de ses forces,. Le film La Pudeur ou l'Impudeur, achevé avec la productrice Pascale Breugnot quelques semaines avant sa mort, est diffusé à la télévision le 30 janvier 1992.
Atteint du cytomégalovirus, presque aveugle, il tente de se suicider la veille de ses 36 ans en absorbant de la digitaline. Il meurt deux semaines plus tard, le 27 décembre 1991, à l'hôpital Antoine-Béclère, des suites de cet empoisonnement. Il est enterré au cimetière de Rio nell'Elba, sur la rive orientale de l'île d'Elbe. En sa mémoire, une stèle cubique portant son nom est érigée dans le Jardin du souvenir, à proximité de l’ermitage de Santa Caterina.

## Travail littéraire
Les textes d'Hervé Guibert se caractérisent par une recherche de simplicité et de dépouillement. Son style évolue sous l'influence de ses lectures (Roland Barthes, Bernard-Marie Koltès ou encore Thomas Bernhard, ce dernier marquant ouvertement le style du roman A l'ami qui ne m'a pas sauvé la vie).
Hervé Guibert compose de courts romans aux chapitres de quelques pages, qui se fondent souvent sur des faits biographiques transformés en fiction,. L'intrigue est brutalement exposée (ainsi dans Mes parents), le vocabulaire parfois recherché et les descriptions  de tortures ou d'amours charnelles très crues.
Il travaille avec Patrice Chéreau, qui coécrit le scénario de L'Homme blessé ; ce film obtient le César du meilleur scénario en 1984. Il se lie d'amitié avec Sophie Calle,. Journaliste, il collabore dès 1973 à plusieurs revues et interviewe des artistes tels Isabelle Adjani, Zouc ou Miquel Barceló ; en retour, ce dernier effectue plus de 25 portraits de lui. Travaillant au service culturel du journal Le Monde jusqu’en 1985, il écrit des critiques de photographie et de cinéma.

### Rétrospectives photo
En 2011, la Maison européenne de la photographie organise la première rétrospective de l'œuvre photographique d'Hervé Guibert. En marge de cette exposition, les éditions Gallimard publient un livre qui présente plus de 200 de ses photographies réalisées entre 1976 et 1991. En 2021, l'institution présente à nouveau de nombreuses photographies d'Hervé Guibert au sein de l'exposition Love Songs, photographies de l'intime.
En 2018, l'exposition Les Palais des monstres désirables réunit à la galerie Les Douches des photos de jeunesse regroupées par Christine Guibert et Agathe Gaillard.
En 2019, une rétrospective a lieu à la Fondation Loewe de Madrid.  

## Œuvre

### Romans
- Les Chiens, Les Éditions de Minuit, Paris, 1982, 36 p.  (ISBN 2-7073-0615-0)
- Voyage avec deux enfants, Les Éditions de Minuit, Paris, 1982, 121 p.  (ISBN 2-7073-0624-X)
- Les Lubies d'Arthur, Les Éditions de Minuit, Paris, 1983, 117 p.  (ISBN 2-7073-0654-1)
- Des aveugles, Éditions Gallimard, Paris, 1985, 140 p.  (ISBN 2-07-070359-2) Prix Fénéon 1985.
- Mes parents, Éditions Gallimard, Paris, 1986, 170 p.  (ISBN 2-07-070657-5)
- Vous m'avez fait former des fantômes, Éditions Gallimard, Paris, 1987, 207 p.  (ISBN 2-07-071151-X)
- Les Gangsters, Les Éditions de Minuit, Paris, 1988, 108 p.  (ISBN 2-7073-1176-6)
- Fou de Vincent, Les Éditions de Minuit, Paris, 1989, 85 p.  (ISBN 2-7073-1295-9)
- L'Incognito, Éditions Gallimard, Paris, 1989, 226 p.  (ISBN 2-07-070970-1)
- Mon valet et moi : roman cocasse, Éditions du Seuil, Paris, 1991, 89 p.  (ISBN 2-02-013302-4)
- Le Paradis, Éditions Gallimard, Paris, 1992, 140 p.  (ISBN 2-07-072875-7)

#### Trilogie romans autobiographiques
- À l'ami qui ne m'a pas sauvé la vie, Éditions Gallimard, Paris, 1990, 265 p.  (ISBN 2-07-071890-5) Prix Colette 1990.
- Le Protocole compassionnel, Éditions Gallimard, Paris, 1991, 226 p.  (ISBN 2-07-072226-0)
- L'Homme au chapeau rouge, Éditions Gallimard, Paris, 1992, 153 p.  (ISBN 2-07-072573-1)

### Recueils de nouvelles
- La Mort propagande, R. Deforges, Paris, 1977, 137 p.  (ISBN 2-901980-57-0), Rééd. Gallimard, Paris, 2009, 128 p.,  (ISBN 9782070125845)
- Les Aventures singulières, Les Éditions de Minuit, Paris, 1982, 120 p.  (ISBN 2-7073-0613-4)
- Mauve le Vierge, Éditions Gallimard, Paris, 1988, 156 p.  (ISBN 2-07-071359-8)
- Vice, photographies de l'auteur, J. Bertoin, Paris, 1991, 101 p.-[16] p. de planches.  (ISBN 2-87949-004-9)
- La Mort propagande : et autres textes de jeunesse, R. Deforges, Paris, 1991, 338 p.  (ISBN 2-905538-72-4) Réédition de son premier ouvrage de 1977, accompagné de plusieurs textes de jeunesse, écrits entre 1971 et 1978.
- La Piqûre d'amour : et autres textes ; suivi de La Chair fraîche, Éditions Gallimard, Paris, 1994, 198 p.  (ISBN 2-07-073798-5)

### Autres publications
- Hervé Guibert et Zouc, Zouc par Zouc, Balland, 1978 ; et rééd. Gallimard, 2006 Entretiens avec Zouc. D’octobre à décembre 2006, Nathalie Baye a interprété sur scène à Lausanne et à Paris ces entretiens en monologue.
- Suzanne et Louise : roman-photo, Hallier, « Illustrations, » Paris, 1980, [n.p.],  (ISBN 2-86297-040-9)
- L'Image fantôme, Les Éditions de Minuit, Paris, 1981, 173 p.  (ISBN 2-7073-0585-5)
- L'Homme blessé : scénario et notes, Scénario du film de Patrice Chéreau, Les Éditions de Minuit, Paris, 1983, 199 p.  (ISBN 2-7073-0643-6)
- Le Seul Visage, photographies, Les Éditions de Minuit, Paris, 1984, 63 p.  (ISBN 2-7073-0688-6)
- L'Image de soi ou l'Injonction de son beau moment ?, William Blake & Co., Bordeaux, 1988,  (ISBN 2905810270)
- Cytomégalovirus, journal d'hospitalisation, Éditions du Seuil, Paris, 1992, 92 p.  (ISBN 2-02-014727-0)
- Photographies, Éditions Gallimard, Paris, 1993, 120 p.  (ISBN 2-07-073290-8)
- Vole mon dragon : théâtre, Éditions Gallimard, « Le manteau d'Arlequin », Paris, 1994, 71 p.  (ISBN 2-07-073945-7)
- Enquête autour d'un portrait : sur Balthus, préfacé par Éric de Chassey, Les Autodidactes, Paris, 1997, 44 p.  (ISBN 2-912124-01-8)
- Lettres d'Égypte : du Caire à Assouan, 19.., photographies de Hans Georg Berger (en), Actes Sud, « Voir et dire », Arles, 1995, 70 p.  (ISBN 2-7427-0557-0)
- La Photo, inéluctablement : recueil d'articles sur la photographie, 1977-1985, Éditions Gallimard, Paris, 1999, 520 p.  (ISBN 2-07-075183-X)
- Le Mausolée des amants : journal, 1976-1991, Éditions Gallimard, Paris, 2001, 435 p.  (ISBN 2-07-076354-4)
- Articles intrépides 1977-1985, Gallimard, Paris, 2008, 380 p.  (ISBN 978-2-07-078091-4)
- Hervé Guibert et Eugène Savitzkaya[26], Lettres à Eugène, correspondance 1977-1987, Gallimard, coll. « Blanche », Paris, 2013, 140 p.  (ISBN 978-2-07-014087-9)
- L’Autre Journal. Articles intrépides 1985-1986, Gallimard, Paris, 2015, 176 p.  (ISBN 978-2-07-017770-7)
- « Derniers textes sur la photographie », paru dans Études françaises, volume 21, numéro 1, printemps 1985, p. 63–68 (disponible en ligne).

## Prix et distinctions
- César du meilleur scénario original 1984, coécrit avec Patrice Chéreau, pour L'Homme blessé de Patrice Chéreau
- Prix Fénéon 1985 pour l'ouvrage Des aveugles
- Prix Colette 1990 pour l'ouvrage À l'ami qui ne m'a pas sauvé la vie

## Hommages

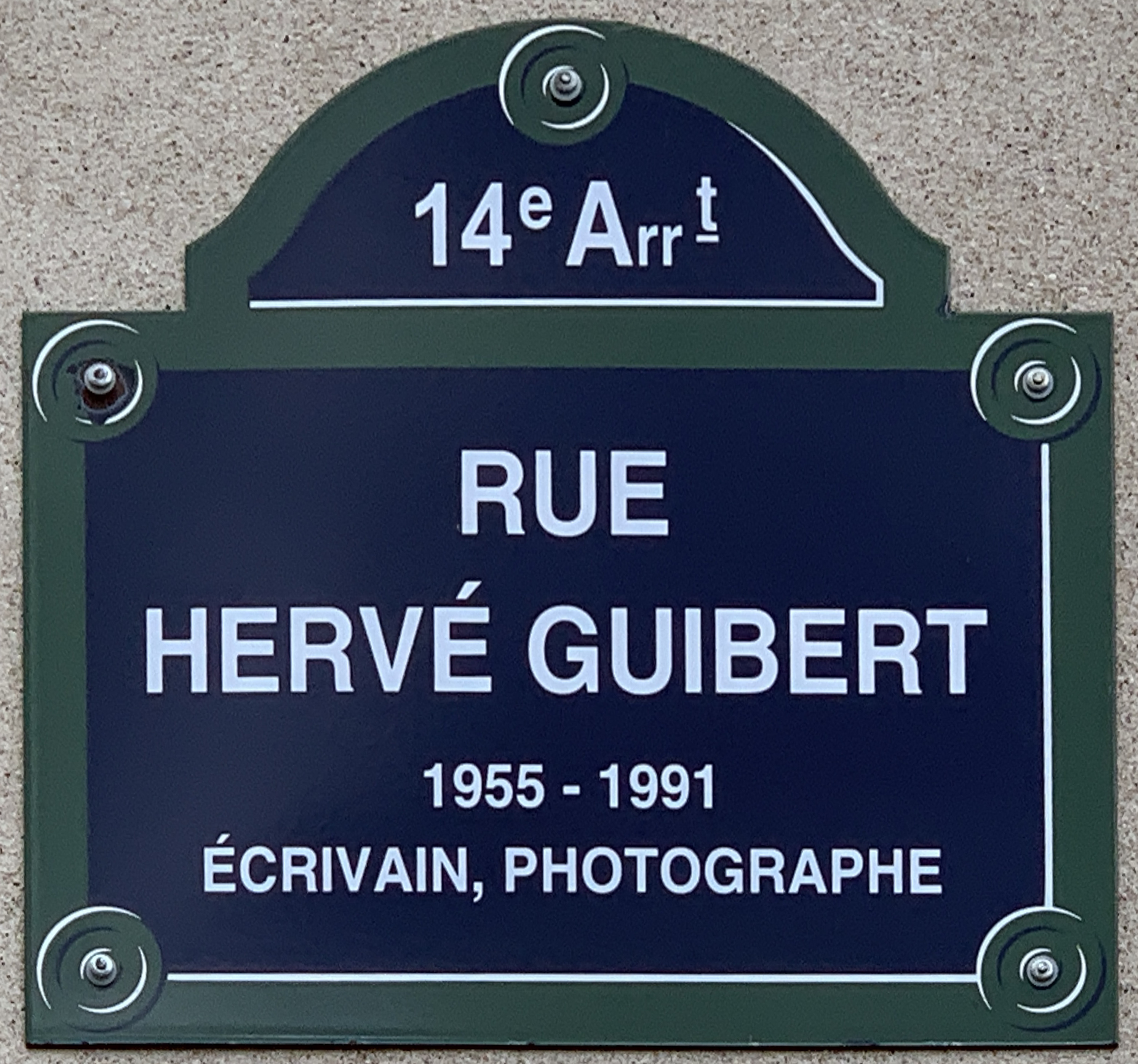
Plaque de la rue Hervé-Guibert à Paris.

En 2013, la Ville de Paris décide de la création de la rue Hervé-Guibert dans le 14e arrondissement.
En 2018, Christophe Honoré fait de lui un personnage de sa pièce Les Idoles, joué par Marina Foïs,.
En janvier 2021, l'écrivain Mathieu Lindon publie Hervelino, un livre dans lequel il rend hommage à leur amitié, débutée en 1978 par l'entremise de Michel Foucault, et revient notamment sur les deux années qu'ils passent ensemble à la fin des années 1980 à Rome, où ils sont tous deux pensionnaires de la Villa Médicis.
L'ensemble de l'oeuvre d'Hervé Guibert suscite l'admiration de l'autrice Nina Bouraoui, et notamment Le Mausolée des amants, car « on y décèle toutes les trames de ses autres romans, ses phobies, ses peurs, errances, ses personnages, dont Vincent, un de ses amants, et T., l’homme de toute sa vie… »,,.
En avril 2021, l'écrivain Baptiste Thery-Guilbert fait de lui un personnage principal dans son roman Pas dire,.
À l'occasion de la journée internationale de lutte contre le VIH/sida du 1er décembre 2021, la chaîne Arte présente le documentaire inédit Hervé Guibert, la mort propagande, du réalisateur David Teboul,.